# Krzemien (kulle i Antarktis)
Krzemien är en kulle i Antarktis. Den ligger i Sydshetlandsöarna. Argentina, Chile och Storbritannien gör anspråk på området. Toppen på Krzemien är 152 meter över havet.
Terrängen runt Krzemien är kuperad. Havet är nära Krzemien österut. Trakten är glest befolkad. Närmaste befolkade plats är Commandante Ferraz Station, 11,9 kilometer norr om Krzemien. 